# Hymenochaete nothofagicola
Hymenochaete nothofagicola är en svampart som beskrevs av Parmasto 2006. Hymenochaete nothofagicola ingår i släktet Hymenochaete och familjen Hymenochaetaceae.   Inga underarter finns listade i Catalogue of Life.